# 1961 en Tunisie
Chronologie de la Tunisie
- 1957
- 1958
- 1959
- 1960
- 1961
- 1962
- 1963
- 1964
- 1965

Cet article présente les faits marquants de l'année 1961 en Tunisie ou relatifs à la Tunisie.

## Événements
- La Haute Cour est appelée à délibérer dans le cadre du procès du cheikh Abderrahmane Khlif : ce procès voit la condamnation du cheikh et de 137 autres personnes à la suite d'une manifestation organisée à Kairouan pour protester contre la mutation du notable religieux, très critique à l'égard du président Habib Bourguiba. Les condamnés sont cependant graciés quelques mois après le procès.
- 27 février : Habib Bourguiba presse le président Charles de Gaulle, lors d'une rencontre à Rambouillet, de restituer la base de Bizerte ; ce dernier le tempère en évoquant des négociations.
- 17-22 juillet : le président Habib Bourguiba poste ses troupes autour des installations françaises de la base de Bizerte qu'il revendique ; un affrontement sanglant connu sous le nom de crise de Bizerte s'ensuit : la Tunisie rompt les relations diplomatiques avec la France et saisit le Conseil de sécurité des Nations unies.
- 22 juillet : la résolution 164 concernant la situation en Tunisie est votée ; elle appelle à un cessez-le-feu immédiat et au retour de toutes les forces armées à leurs positions initiales.
- 23 juillet : un cessez-le-feu est signé à la suite des violents affrontements survenus à Bizerte qui font, selon les estimations, entre 600 et 2 000 morts côté tunisien.
- 12 août : Salah Ben Youssef, principal opposant au président Habib Bourguiba, est assassiné à Francfort-sur-le-Main (Allemagne de l'Ouest).
- 29 septembre : un accord prévoit l'évacuation de la base de Bizerte par la France[1].

## Sports
- Championnats de Tunisie d'athlétisme 1961

### Football
- Équipe de Tunisie de football en 1961
- Championnat de Tunisie de football 1960-1961
- Championnat de Tunisie de football 1961-1962
- Coupe de Tunisie de football 1960-1961
- Coupe de Tunisie de football 1961-1962

### Handball
- Championnat de Tunisie masculin de handball 1960-1961
- Championnat de Tunisie masculin de handball 1961-1962

### Volley-ball
- Championnat de Tunisie masculin de volley-ball 1960-1961
- Championnat de Tunisie masculin de volley-ball 1961-1962

## Culture
- Hachemi Baccouche détonne en publiant un roman historique, La dame de Cathage, où l'action se situe au XVIe siècle[2].

## Naissances en 1961
- Naissance en Tunisie en 1961

## Décès en 1961
- Décès en Tunisie en 1961